# Leiobunum gordoni
Leiobunum gordoni is een hooiwagen uit de familie Sclerosomatidae.